# Teodorico Caporaso
Teodorico Caporaso (Benevento, 14 settembre 1987) è un marciatore italiano.

## Biografia
Si avvicina al mondo dell'atletica leggera solo all'età di 17 anni (dopo un passato sportivo nel mondo del nuoto) entrando a far parte della A.S.D. Libertas Amatori Atletica Benevento.
Qui partecipa alle sue prime gare di marcia sotto la guida del suo primo allenatore Roberto Sanginario e nel 2006 vince il titolo italiano nella 20 km di marcia. Nello stesso anno arriva a vestire per la prima volta la maglia della nazionale juniores per la II Coppa del Mediterraneo.
Dal 2008 passa sotto la guida del suo attuale tecnico Diego Perez e si avvicina alla specialità dei 50 km di marcia concludendo varie gare internazionali su questa distanza.
Nel 2011 ottiene il primo podio assoluto nella 50 km di marcia nel campionato Italiano (3º classificato).
Nello stesso anno raggiunge anche l'obiettivo della prima convocazione in nazionale assoluta in occasione della IX Coppa Europa di marcia, dove conclude 11º nella 50 km di marcia con il tempo di 4:04:12 (10º dopo la squalifica per doping di Igor Yerokhin), contribuendo alla conquista da parte dell'Italia della medaglia d'argento a squadre (poi commutata in oro dopo la squalifica dell'atleta russo).
Nel 2012 partecipa alla sua prima 50 km nella Coppa del mondo di marcia terminando 28º con il tempo di 3:59:19 (primato personale).
Nel 2013 viene selezionato per partecipare alla 50 km della X Coppa Europa di marcia dove conclude al 16º posto con il tempo di 3:56:46 (primato personale).
Nello stesso anno partecipa anche ai suoi primi Campionati Mondiali di atletica leggera concludendo 42º con il tempo di 4:05:25.
Nel 2014 partecipa per la seconda volta Coppa del mondo di marcia (specialità: 50 km) arrivando 27º con il tempo di 3:58:44.
Nello stesso anno arriva anche la prima convocazione in carriera per i Campionati europei di atletica leggera, sempre nella specialità dei 50 km di marcia, dove finisce 20º con il tempo di 3:58:23.
Nel 2015 partecipa alla sua terza 50 km nella Coppa Europa di marcia terminando 8º con il tempo di 3:51:44 (primato personale) e contribuendo alla conquista da parte dell'Italia della medaglia d'argento a squadre.
Nello stesso anno viene convocato anche ai Campionati Mondiali di atletica leggera dove conclude al 25º posto con il tempo di 3:56:58.
Nel 2016 viene selezionato per partecipare alla 50 km dei Campionati del mondo di marcia a squadre concludendo 5º in 3:48:29 (primato personale) contribuendo alla vittoria della nazionale italiana nella classifica a squadre.
In questa occasione si guadagna anche il pass per partecipare alla 50 km di marcia delle Olimpiadi di Rio de Janeiro.
Dopo le Olimpiadi di Tokyo, sua seconda partecipazione, approda alla Virtus Atletica Bologna per la stagione 2022, vincendo subito il titolo italiano nella marcia ai Campionati italiani assoluti di atletica leggera indoor 2022.

## Vita privata
Nel 2010 ha conseguito la laurea triennale in Ingegneria Energetica all'Università degli studi del Sannio.
Nel 2014 ha conseguito la laurea specialistica in Ingegneria Meccanica all'Università Federico II di Napoli.
Attualmente sta conseguendo il dottorato di ricerca in Ingegneria industriale presso la stessa università.

## Palmarès
| Anno | Manifestazione  | Sede           | Evento       | Risultato | Prestazione | Note                                     |
| ---- | --------------- | -------------- | ------------ | --------- | ----------- | ---------------------------------------- |
| 2013 | Mondiali        | Mosca          | Marcia 50 km | 42º       | 4h05'25"    |                                          |
| 2014 | Europei         | Zurigo         | Marcia 50 km | 20º       | 3h58'23"    | Miglior prestazione personale stagionale |
| 2015 | Mondiali        | Pechino        | Marcia 50 km | 25º       | 3h56'58"    |                                          |
| 2016 | Giochi olimpici | Rio de Janeiro | Marcia 50 km | dq        | dq          |                                          |
| 2019 | Mondiali        | Doha           | Marcia 50 km | dnf       | dnf         |                                          |
| 2021 | Giochi olimpici | Tokyo          | Marcia 50 km | dnf       | dnf         |                                          |
| 2022 | Europei         | Monaco         | Marcia 35 km | dns       | dns         |                                          |